# عدد كابريكار
يسمى عدد ما عدد كابركار (بالإنجليزية: kaprekar number). إذا حقق n الشرط التالي:

```
n² يكتب في شكل كتابة ذا قاعدة n (عادة عشرة) (مثلا:abcd). تقسم الكتابة إلى جزأين (ab , cd), مجموع الجزأين (ab + cd) يجب أن يساوي n
```

- مثلا 9 هو عدد كابريكار لأن 9²=81 و 8 + 1 = 9
- إذا كان عدد أرقام مربع العدد فرديا. يكون عدد أرقام النصف اليميني أكبر بواحد من النصف الآخر مثال: 9 هو عدد كابريكار لأن 297²=88209 و 88 + 209 = 297
- الأعداد الكابريكار الأولى هي 1,0, 9, 45, 55, 99, 297, 703, 999, 2223, 2728, 4950, 5050, 7272, 7777, 9999, 17344, 22222, 38962, 77778, 82656, 95121, 99999, 142857, 148149, 181819, 187110, 208495, 318682, 329967, 351352, 356643, 390313, 461539, 466830, 499500, 500500, 533170...
- بما أن خاصية العدد كابريكار متعلقة بأرقامه فإن الأعداد الكابريكار تختلف باختلاف نظام العد.